# ريغولاس بلاك
ريجولاس بلاك شخصية خيالية مذكورة في سلسلة هاري بوتر للمؤلفة البريطانية ج. ك. رولنغ، وهو ساحر ينحدر من أسرة سحرية بالكامل وهو الابن الاصغر لكل من والبروغا و اوريون بلاك و الشقيق الاصغر لسيريوس بلاك وهو عضو في أسرة بلاك السحرية العريقة.
التحق بمدرسة هوجورتس للسحر والشعوذة في عام 1972 وتم تصنيفه في منزل سليذرين. أصبح ريجولاس آكل موت في شبابه، لكنه انشق عندما علم نوايا لورد فولدمورت من اجل الوصول  إلى أهدافه. علم ريجولاس أن لديه احدي هوركروكس فولدمورت ، وقرر تدميره. وقد قُتل بعد الحصول على قلادة سالازار سليذرين في عام 1979.

## سيرته شخصية
ولد ريجولاس في عام 1961 في عائلة بلاك الثرية، باعتباره الابن الاصغر لأوريون و والبورغا بلاك والأخ الأصغر لسيريوس بلاك. ومن المفترض أنه سمي تيمنا باسم عمه الكبير، واسمه أيضا ريجولاس، وجده الأب، اركتورس. ومن بين أقاربهم بيلاتريكس ليسترانج، و هي من اكله الموت المخلصين و المقربين من لورد فولدمورت ، أندروميدا تونكس، التي تزوجت من مواليد العامة ثم تبرأت منها العائلة، ونارسيسا مالفوي (بلاك)، التي تزوجت من آكل الموت لوسيوس مالفوي وانجبت دراكو مالفوي.
اعتبره والداه أنه مميز و مختلف كثيرا عن أخيه الأكبر سيريوس بلاك. على الرغم من أن سيريوس كان الابن الأكبر و الوريث الأصلي ، لكنه لم يتبع بأي شكل من الأشكال تقاليد عائلة بلاك، على عكس ريجولاس  وتم تصنيف سيريوس في وقت لاحق في منزل جريفندور  عندما حضر هوجورتس. بعد ذلك، غادر سيريوس المنزل في سن السادسة عشرة و عاش في منزل صديقه جيمس بوتر والد هاري بوتر ، ثم تم استبعاد سيريوس وإحراقه من شجرة العائلة من طرف والدته  مثل أندروميدا تونكس قبل بضع سنوات عندما تزوجت ساحر عامي. من ناحية أخرى، كان ريجولاس معجبا بوالديه وعمل على  ولائه لأسرته والتمسك بتقاليدهم.

### سنواتهوجورتس
من سن مبكرة، أعجب ريجولاس باللورد فولدمورت وكان لديه طموح ليصبح آكل موتى وقت لاحق. كان لدى ريجولوس صور ومقالات عن لورد الظلام وأتباعه كان يقطع صورهم من جريدة المتنبئ اليوم، ويعلقهم في غرفة نومه بالقرب من لعروس عائلته. تلقى ريجولاس العلامة المظلمة الخاصة بأكل الموت. حيث كان يحلم بتطهير الأراضي السحرية من العامة والتفوق لاصحاب الدم النقي على الرغم من أن والديه لم يكونوا أبداً متذمرون لأنفسهم، إلا أنهم اتفقوا مع العديد من معتقدات اللورد فولدمورت.
بعد أن أصبح آكل موت، بدأ ريجولاس يفكر في التخلي عن اللورد فولدمورت، جزئياً لأن سيده أساء المعتقدات الذي كان يؤمن بها ريجولاس، وكان يهدف إلى قتل جني المنزل المخلص لعائلة بلاك كريتشر، مع وضع الإجراءات الأمنية لأحد الهوركروكس.

## اكتشاف هوركروكس فولدمورت ووفاته
بحلول عام 1979، بدأ ريجولاس يشك في أن يكون بمثابة آكل الموت، لكنه كان مترددًا في العمل ضد آكلة الموت وفولدمورت. في أحد الأيام، طلب فولدمورت من ريجولاس استخدام قزم منزله (كريتشر) قبل ريجولاس بشغف لأنه يريد إرضاء سيده.ذهب فولدمورت مع كريتشر للكهف، واستخدم فولدمورت كريتشر في اختبار قوة الهوركروكس واجبر كريتشر على شرب الجرعة وتركه فولدمورت بعد ان هاجم الاموات كريتشر ولكن استطاع كريتشر الهرب بواسطة سحره لانه جني منزلي وأخبر ريجولاس ما حدث. علم ريجولاس أن القلادة كان الهوركروكس وكان السبب وراء خلود فولدمورت.
كان هذا هو العامل الحاسم في انشقاق ريجولاس. قام بإنشاء نسخة مكررة من القلادة ووضع ملاحظة في الداخل لأي شخص يريد تدمير هوركروكس، ثم أمر كريتشر أن يأخذه إلى حيث تم إخفاء القلادة الحقيقية. ذهب ريجولاس مع كريتشر إلى الكهف، وقام بشرب الجرعة بنفسه ووضع القلادة المزيفة واعطى الحقيقية لكريتشر وامره بتدميرها، أطاع كريتشر سيده وحاول تدمير القلادة لكن بعد كل ما بذله كريتشر من جهد لم يستطع تدميرها. شعر ريجولاس بالعطش وعندما حاول الشرب من مياه البحيرة هاجمته الاموات مما ادى إلى مقتله. واثناء بحث هاري واصدقائه عن القلادة الحقيقية كانت قد سرقت من قبل مندونجس وقام ببيعها لدولوريس امبريدج، واقتحم هاري الوزارة وقام بسرقتها مع اصدقائه.
توفي والد ريجولاس، أوريون، في وقت ما في عام 1979.

## بعد الوفاة
الحقيقية لوفاة ريجولاس كانت غير معروفة بالكامل لأفراد عائلته، لأنه طلب من كريتشر إبقاء الأحداث في الكهف سراً، حيث يعتبر الجني المنزلي أكثر مخلوق يحفظ الاسرار. جاء سيريوس بلاك، الذي لا يعرف حقيقة الأمر، ليصدق أن ريجولاس قد أصبح ببساطة بعيدًا جدًا ومات لمحاولته التراجع عن كونه آكل الموت. يعتقد ريموس لوبين أن ريجولاس حاول أن يتراجع عن كونه آكل الموت، معلقاً أنه يعتقد أن ريجولاس استمر «بضعة أيام» بعد انشقاقه قبل أن يقتل.
في عام 1997، أخبر كريتشر هاري بوتر ، رون ويزلي ، و هيرميون غرينجر من محاولة ريجولاس لتدمير الهوركروكس، بعد أن كان هناك بنفسه، حيث سعى الثلاثي أيضا إلى تدمير الهوركروكس. ثم أدركوا أن ريجولاس كان R.A.B. التي وقع على المذكرة إلى اللورد فولدمورت. بعد ذلك، أعطى هاري كريتشر القلادة المزيفة الذي  صنعها ريجولاس الحقيقي، كريتشر اظهر احترام لهاري الخاص بقزم البيت. حصل كريتشر لاحقًا على هذا الاحترام من خلال إظهار المزيد من الاحترام تجاه هاري ورون وهيرميون لاحقًا. تم تدمير السلسال الحقيقي في وقت لاحق من قبل رون ويزلي بواسطة (سيف غريفندور) ، في نهاية المطاف إنجاز ما قررت ريجولاس القيام به.
خلال معركة هوجورتس، قام كريتشر، بعد أن جمع الكثير من جان المنازل لمساعدته، أمرهم للقتال من أجل ريجولاس